# Chó sục cáo cảnh
Chó sục cáo cảnh hay Chó sục Toy Fox (Toy Fox Terrier) là giống chó cảnh thuộc nhóm chó sục, đây là giống chó săn thân thiện, hướng ngoại mà mạnh mẽ và trung thành với gia chủ, chúng có thể làm rất nhiều việc, dù là săn bắt hay nghỉ ngơi ở nhà. Can đảm và thông minh, Toy Fox Terrior có kích cỡ nhỏ phù hợp với những gia đình sống trong những căn hộ chung cư. Bộ lông ngắn của chúng chỉ cần chải qua để ngăn ngừa rụng lông. Dù loài chó này rất nhiệt tình chơi đùa với trẻ em, nhưng không nên thường xuyên ở gần trẻ nhỏ.